# Tir als Jocs Olímpics d'estiu de 1900 - Rifle militar, bocaterrosa
La competició de rifle militar de bocaterrosa va ser una de les proves de Tir dels Jocs Olímpics de París de 1900. Es disputà entre el 3 i el 5 d'agost de 1900. Hi van prendre part 30 tiradors representants de 6 nacions, amb 5 tiradors per equip. Aquesta és una de les tres posicions que componen la prova de rifle militar, en què s'entreguen medalles per a cada posició de manera individual i fent la suma de les tres posicions per al millor individual i pel millor equip.

## Medallistes
| Or              | Plata                | Bronze    |
| Achille Paroche | Anders Peter Nielsen | Ole Østmo |

## Resultats
Cada tirador dispara 40 trets, per a una puntuació màxima de 400 punts.
| Posició | Tirador              | Puntuació |
| ------- | -------------------- | --------- |
| 1       | Achille Paroche      | 332       |
| 2       | Anders Peter Nielsen | 330       |
| 3       | Ole Østmo            | 329       |
| 4       | Léon Moreaux         | 325       |
| 5       | Emil Kellenberger    | 324       |
| 6       | Henrik Sillem        | 317       |
| 7       | Auguste Cavadini     | 316       |
| 8       | Paul van Asbroeck    | 312       |
| 8       | Uilke Vuurman        | 312       |
| 10      | Hellmer Hermandsen   | 308       |
| 10      | Viggo Jensen         | 308       |

| Classificació final (12–30) | Classificació final (12–30) | Classificació final (12–30) |
| --------------------------- | --------------------------- | --------------------------- |
| 12                          | Louis Richardet             | 307                         |
| 13                          | Edouard Myin                | 304                         |
| 14                          | Marcus Ravenswaaij          | 303                         |
| 15                          | Charles Paumier             | 302                         |
| 16                          | Lars Jørgen Madsen          | 301                         |
| 16                          | Tom Seeberg                 | 301                         |
| 18                          | Ole Sæther                  | 298                         |
| 19                          | René Thomas                 | 295                         |
| 20                          | Solko van den Bergh         | 292                         |
| 21                          | Franz Böckli                | 289                         |
| 22                          | Olaf Frydenlund             | 287                         |
| 23                          | Alfred Grütter              | 285                         |
| 23                          | Konrad Stäheli              | 285                         |
| 25                          | Maurice Lecoq               | 284                         |
| 26                          | Antonius Bouwens            | 278                         |
| 27                          | Laurids Jensen-Kjær         | 273                         |
| 28                          | Joseph Baras                | 270                         |
| 28                          | Jules Bury                  | 270                         |
| 30                          | Axel Kristensen             | 261                         |